# Ceroplastes fumidus
Ceroplastes fumidus är en insektsart som beskrevs av De Lotto 1978. Ceroplastes fumidus ingår i släktet Ceroplastes och familjen skålsköldlöss. Inga underarter finns listade i Catalogue of Life.